# Grob G 120TP
Grob G 120TP je dvosedežno turbopropelersko športno letalo, ki se uporablja za šolanje pilotov in akrobatsko letenje (+6/-4g). Razvit je bil na podlagi batnognanega G-120. G 120TP je grajen iz kompozitnih materialov, trup je iz fiberglasa, krila pa karbonskih vlaken. Ima nizkonameščeni rep in uvlačljivo pristajalno podvozje tipa tricikel. Na koncih kril ima majhne winglete. 

## Specifikacije
Podatki iz Grob
Splošne značilnosti
- Posadka: 1 pilot
- Število sedežev: 1 potnik
- Dolžina: 8,4 m (27 ft 7 in)
- Razpon kril: 10,3 m (33 ft 10 in)
- Višina: 2,7 m (8 ft 10 in)
- Površina kril: 13,5 m2 (145 sq ft)
- Teža praznega letala: 1.095 kg (2.414 lb)
- Maks. vzletna teža: 1.590 kg (3.505 lb)
- Kapaciteta goriva: 360 litrov
- Pogon letala: 1 × Rolls-Royce M250-B17F Turboprop, 340 kW (456 hp)
- Propelerji: št. lopatic: 5 MT Propeller, 21 m (68 ft 11 in) premer

Zmogljivost
- Maks. hitrost: 454 km/h; 282 mph (245 kn)
- Potovalna hitrost: 435 km/h; 270 mph (235 kn)
- Hitrost pri porušitvi vzgona: 107 km/h; 67 mph (58 kn) (v pristajalni konfiguraciji)
- Doseg: 1.074 km; 667 mi (580 nmi) na višini 5000 čevljev pri 75% moči
- Največji doseg: 1.361 km; 846 mi (735 nmi) na višini 10000 čevljev pri 45% moči
- Trajanje leta: Največ 6 ur na višini 10 000 čevljev
- Višina leta: 7.620 m (25.000 ft)
- g-omejitev: +6/-4G
- Hitrost vzpenjanja: 14,08 m/s (2.772 ft/min)

Letalska elektronika

- Garmin GTN 650/750
- Sandel SN3500 EHSI
- EFIS Genesys Aerosystems IDU-680 (opijsko)